# Chelemys megalonyx
Chelemys megalonyx är en däggdjursart som först beskrevs av Waterhouse 1845.  Chelemys megalonyx ingår i släktet Chelemys och familjen hamsterartade gnagare. IUCN kategoriserar arten globalt som nära hotad. Inga underarter finns listade i Catalogue of Life.
Denna gnagare förekommer i Región de Magallanes i södra Chile. Arten lever där i buskskogar.